# 巴比倫 (電影)
是一部2022年美國時代喜劇劇情片，講述好萊塢電影崛起初期，演藝界大大小小的人物相互交流、闖蕩的故事。電影由達米恩·查澤雷編導，布萊德·彼特、瑪格·羅比、迪亞哥·卡爾瓦、賈方·艾德波、李麗君和珍·史瑪特主演。
《巴比倫》由派拉蒙影業排定2022年12月23日於美國上映。電影在媒體與影評界獲得兩極分化的反響，其中電影的視覺效果、攝影、藝術製作設計、演員的表現、角色的服裝與造型、配樂備受讚賞，評論觀點分歧主要出現在剧本、导演、露骨內容與超過三小時的片長，失利的票房表現導致本片成為票房炸彈。電影在第80屆金球獎入圍包含金球獎最佳音樂及喜劇電影在內的五項提名與第28屆評論家選擇獎九項提名。

## 剧情
1926年的洛杉矶，墨西哥移民曼尼·托雷斯為奇諾制片公司老闆唐·華勒打工，帮助运送一头大象到華勒的豪宅助興，當晚演艺界的各路人士前往豪宅放荡的的狂欢。曼尼对来自新泽西的新人妮莉·拉洛伊产生了兴趣，幫助她順利進入派對。两人吸食可卡因时，互相分享自己對於電影的熱愛與夢想，妮莉想要成為女演員，而曼尼想要從事幕後工作，在相處中曼尼愛上了妮莉。另一邊，年轻女演员珍·桑顿在与肥胖演员奥维尔·匹克威克进行黄金雨时吸毒过量休克，華勒的合夥人鮑勃·李維大怒，曼尼帮忙想办法利用大象分散聚会者的注意力，把她抬了出去。妮莉因為在派對中的亮麗舞蹈，被鮑勃選中，以在他們接下來的電影代替珍。参加聚会的还有华裔女歌手茱菲和非裔爵士乐小号手薛尼·帕瑪，以及八卦专栏作家艾蓮娜·聖約翰。曼尼结识了剛離婚的电影明星杰克·康拉德，在狂欢结束后把喝醉的杰克运回家，傑克感激曼尼於是將他選為自己的片場助理。
在片場的第一天，曼尼帮助杰克拍攝戰爭電影，起初曼尼被傑克的製片人喬治·穆恩派去鎮壓抗議的墨西哥臨演們，曼尼搶奪一把手槍嚇跑臨演們證明自己的能力。因為片場的混亂不堪，全數攝影機故障，德裔導演奧托大發雷霆，要曼尼在太陽下山前租來新的攝影機，曼尼前往出租店搶了一台型號不同的攝影機，並搶劫救護車以通過堵塞的交通回到片場，順利為傑克完成最後一段戲份。另一邊，妮莉展示了高超的舞蹈与表演天分，讓片中飾演女主角的康絲坦絲·摩爾黯然失色，被導演露絲·阿德勒相中成為長期夥伴。
20世纪20年代末，有声电影逐步興起，曼尼被傑克派往紐約試看最近推出的有聲新片《爵士歌手》，觀眾掌聲如雷貫耳。曼尼走出戲院巧遇因為名聲大噪卻被瘋狂粉絲包圍的妮莉，好心帶著妮莉衝出人群送上了車。妮莉感謝曼尼的協助，並邀起曼尼一起去見她患有精神疾病的母親，但她的母親卻對妮莉談論成功毫無反應，妮莉心情落寞對曼尼傾訴自己對出身的自卑，痛恨對那些看扁她的人們，曼尼安慰了妮莉，得到她的一個吻。在《爵士歌手》的成功後，有声电影取代了无声电影，曼尼适应了技术变化，在看中薛尼的演出後為其拍攝一部音樂短片，電影大受歡迎，最终成为了奇諾公司的製片人。妮莉努力适应有声电影的要求，卻因為片場不斷狀況頻出而在压力下沉浸于毒品和赌博。另一邊，傑克也因為欠缺朗誦台詞的功底，他的有聲電影演出被觀眾大肆嘲笑，名聲逐漸走下坡。
在一次片場殺青的派對上，傑克又一次結婚，將新婚妻子百老匯演員艾絲黛介紹給了曼尼。另一邊，妮莉在廁所中聽見其他電影人對她的嘲笑，傷心的妮莉被茱菲點名來一場共舞，兩人產生情愫。而妮莉的醉鬼父亲兼經紀人羅伯·拉洛伊正大肆吹噓自己與響尾蛇搏鬥的故事，被激怒的妮莉於是邀請所有人公开觀賞父親与一条响尾蛇搏斗。羅伯因為懼怕打退堂鼓，妮莉上场与蛇搏斗，蛇卻咬住了她的脖子讓全部人陷入恐慌。只有茱菲鎮定地杀死了蛇并吸出毒液，妮莉热情地吻了她，兩人不久後成為地下同性情侶，茱菲也幫助妮莉磨練演技。随着好莱坞市場發展成熟，為了迎合主流觀眾需求，風氣也变得保守，高管们要求曼尼解雇擔任字幕卡人員的茱菲，因为茱菲与妮莉的戀情已經不脛而走。曼尼試圖拯救妮莉的名聲，委託艾蓮娜改变妮莉的形象，让她成為一位淑女以融入好莱坞的上流社会，但在威廉·赫斯特和玛丽恩·戴维斯的聚会上，妮莉对上流社会的势利與虛偽非常愤怒，当众怒罵在場的有錢人，還呕吐在赫斯特身上。
杰克得知他的老朋友乔治因為失戀自杀了，感到悲痛交加，在氣頭上趕走了好心教授他念台詞的艾絲黛。到1932年，杰克已經成為一位過氣明星，杰克发现艾蓮娜写了关于他人气下降的報導，氣沖沖地与她对质。艾蓮娜解释说，虽然他本人的表演生命已经结束，但他在电影中的形象得到了永生，未來的觀眾仍能透過電影認識他，傑克被艾蓮娜的話語擊垮，繼續在米高梅的廉价电影中坚持。与此同时，薛尼透過多部音乐电影名利雙收，但当制片厂高层要求薛尼为迎合南方的观众使用化妆品使皮肤变得更黑时，他感到被冒犯了，在電影殺青後，薛尼頭也不回地离开了片場。
黑帮分子詹姆斯·麥凱因为妮莉欠了巨额赌债而威胁她的生命。曼尼最初拒绝了妮莉的求助，因為妮莉總是辜負他的好意糟蹋名聲，但在妮莉的央求下終究心軟，后来从經常在片場兜售毒品的臨演「伯爵」那里获得了现金，和他一起去找詹姆斯偿还妮莉的债务。曼尼发现这些钱是伯爵從道具师那裏偷的假鈔，大惊失色。詹姆斯邀请二人到一个地下聚会空间觀賞怪胎秀與性愛派對，一邊大谈古怪的电影创意。当詹姆斯也发现钱是假鈔時，试图杀死他们。但他们反杀了詹姆斯的手下，尽力逃走了。在一個酒店聚會裡，杰克巧遇茱菲，她透露自己要去欧洲發展的消息，並祝福傑克的事業，杰克意識到自己將無法重振名聲後，回到酒店房间，朝自己開槍自殺。曼尼劝妮莉和他一起逃到墨西哥，絕望的妮莉起先拒绝，但最终在曼尼的求婚下同意了，感動之下與曼尼擁吻。然而，詹姆斯的殺手尾随曼尼，在曼尼與伯爵和他的室友接應時伏擊，只有曼尼倖存，杀手告诉曼尼离开洛杉矶就可以活命。曼尼下楼去找妮莉，发现她已在夜色中消失。薛尼離開好萊塢後成為一間爵士酒吧的樂手，在他的小号声中，一个蒙太奇显示了一些片段：杰克的葬礼，艾蓮娜因車禍死于76岁，片场的拆除，其他明星的崛起，大型摄影棚的兴建，彩色电影时代的开始，而妮莉被发现死在廢棄公寓里，年仅34岁。
1952年，曼尼带着他的妻女回到了加州，之前他逃到了纽约，开了一个电器行安穩生活。他带她们去看奇諾制片厂的入口，然后独自去附近的电影院看电影《萬花嬉春》，驚訝於電影技術的進步，影片中描述从默片到有声电影的过渡竟巧妙吻合妮莉與傑克等沒落明星的遭遇，让他流下了眼泪。在〈雨中哼唱〉的歌声中，曼尼回忆起自己过去的生活、他逝去的友人们，甚至是电影史中来自不同电影的畫面，包括《火車進站》、《月球旅行記》、《忍無可忍》、《綠野仙蹤》、《假面》、《2001太空漫游》、《駭客任務》、《侏羅紀公園》、《魔鬼終結者2》、《阿凡達》。当镜头回到《萬花嬉春》的〈雨中哼唱〉时，曼尼破涕為笑。

## 演員
- 布萊德·彼特飾演傑克·康拉德（Jack Conrad）
- 瑪格·羅比飾演妮莉·拉洛伊（Nellie LaRoy）
- 迪亞哥·卡爾瓦飾演曼尼·托雷斯（Manny Torres）
- 賈方·艾德波飾演薛尼·帕馬（Sidney Palmer）
- 李麗君（英语：Li Jun Li）飾演茱菲女士（Lady Fay Zhu）
- 珍·史瑪特飾演艾蓮娜·聖約翰（Elinor St. John）
- 盧卡斯·哈斯飾演喬治·穆恩（George Munn）
- 陶比·麥奎爾飾演詹姆斯·麥凱（James McKay）
- 麥克思·明格拉飾演歐文·托爾伯格（Irving Thalberg）
- 薩瑪拉·威明飾演柯琳·摩爾（Colleen Moore）
- 奧利維亞·魏爾德飾演伊娜·康拉德（Ina Conrad）
- 史派克·瓊斯飾演德國電影導演奧托（Otto）
- 凱薩琳·華特斯頓飾演艾絲黛（Estelle）
- Flea飾演鮑勃·李維（Bob Levine）
- 傑夫·格爾林飾演唐·華勒（Don Wallach）
- 奧莉維亞·漢密爾頓（Olivia Hamilton）飾演露絲·阿德勒（Ruth Adler）
- P·J·拜恩飾演麥斯（Max）
- 羅瑞·史科佛（英语：Rory Scovel）飾演伯爵（The Count）
- 艾力克·羅勃茲飾演勞勃·拉洛伊（Robert LaRoy）
- 克蘿伊·菲尼曼（英语：Chloe Fineman）飾演玛丽恩·戴维斯
- 菲比·托金飾演珍·松頓（Jane Thornton）

## 製作
2019年7月，宣佈達米恩·查澤雷下一部電影將是以好萊塢的黃金時代為背景的歷史劇情片，有望由布萊德·彼特和艾瑪·史東主演。11月，派拉蒙影業獲得了該片的全球發行權，仍然有望由彼特和史東主演。2020年1月，彼特確認出演電影。12月，史東因行程衝突退出電影，瑪格·羅比為替代史東進行初期洽談，而李麗君加入演員陣容。2021年3月，羅比確認出演電影，而賈方·艾德波和迪亞哥·卡爾瓦加入演員陣容。6月，凱薩琳·華特斯頓、麥克思·明格拉、Flea、薩瑪拉·威明、羅瑞·史科佛、盧卡斯·哈斯、艾力克·羅勃茲、P·J·拜恩、戴蒙·蓋普頓、奧利維亞·魏爾德、史派克·瓊斯、菲比·托金和陶比·麥奎爾加入演員陣容。

### 拍攝
拍攝原定2020年夏季在獲得州稅收抵免後在加利福尼亞州開始進行。主體拍攝於2021年7月1日開始進行，並於2021年10月21日殺青。

## 發行
《巴比倫》原定由派拉蒙影業排定於2021年12月25日美國有限上映，並於2022年1月7日廣泛上映。2021年1月，受2019冠狀病毒病疫情影響，該片延期至2022年12月23日在美國有限上映，並於2023年1月6日廣泛上映。

## 反響

### 票房
本片在北美地區首映時，同期競爭電影尚有惠妮·休斯頓記錄片《與你共舞》，原估首周票房可從3,342家電影院獲得1,200萬美元至1,500萬美元的票房收入 ，但最終包含週四預映場在內，首映週末的票房收入僅為350萬美元（四天的總票房為530萬美元），低於原預期，根據《Deadline Hollywood》引用觀眾對聲望電影興趣下降的報導，票房表現不佳被歸因於嚴重特殊傳染性肺炎疫情與流行性感冒病例激增、12月份下旬的北美冬季風暴、觀眾的評分反應難言甚好，《Deadline Hollywood》亦稱該片的表現不會在全球範圍內達到2.5億美元的收支平衡點，將會是票房炸彈。

### 評價
《巴比倫》在爛番茄網站上根據203篇評論而持有55%的新鮮度，平均評分為6.4／10。影評人共識評論：「《巴比倫》壓倒性的規模令人筋疲力盡，但就像電影所推崇的行業一樣，表現出色、精心設計的浮華和魅力還算能忽視缺陷。」Metacritic則根據63位影評人（33條好評、25條褒貶不一、5條差評）而給出60分，代表「褒貶不一或中庸」。觀眾評價方面，接受CinemaScore調查的觀眾在 A+至 F的評分區間給這部電影的平均評分為“C+”，PostTrak的報告顯示74%的受訪觀眾給這部電影打了積極的分數，其中47%的人表示他們肯定會推薦這部電影。

## 外部連結
- 互联网电影数据库（IMDb）上《巴比倫》的资料（英文）